# BSA C-serie
Dit artikel behandelt onder meer het 250cc-model met de naam BSA C12. Voor het 350cc-model uit 1940 met deze naam zie BSA C12 (350 cc).
De BSA C-serie was een serie 250cc-motorfietsen die het Britse merk BSA uit Birmingham (met een onderbreking tijdens de Tweede Wereldoorlog) produceerde van 1938 tot 1970. 

## Voorgeschiedenis
BSA produceerde al sinds 1923 250cc-modellen (de Model B-serie). Dat waren in de jaren dertig zowel toer- als sportmodellen, waarbij de toermotorfietsen een zijklepmotor en de sportmotorfietsen een kopklepmotor hadden. Al deze machines hadden een boring van 63 mm, een slag van 80 mm en een cilinderinhoud van 249,4 cc. Bovendien hadden alle BSA-motorfietsen nog magneetontsteking. In 1936 was Val Page als hoofdconstructeur overgekomen van Triumph. Voor het modeljaar 1937 werden alle modellen herzien. Een van de veranderingen was het verplaatsen van de magdyno naar de achterkant van de cilinder, een ingreep die bij de 250cc-modellen niet nodig was. De 250cc-zijklepper voor 1938 was de BSA B20 Tourer.

## BSA C-serie zijkleppers

### BSA C10
De BSA C10 werd van 1938 tot 1957 geproduceerd in verschillende uitvoeringen.

#### BSA C10 (1938)
Val Page ontwierp voor het modeljaar 1938 de BSA C10, die naast de B20 Tourer verscheen. Het was een 250cc-zijklepper die als belangrijkste verschil een "car-type ignition" (auto-ontsteking) kreeg. Dat betekende een accu-bobine-ontsteking waarbij de bobine onder de tank hing, terwijl de stroomverdeler, een gewoon auto-exemplaar, als een paddenstoel op de voorkant van het carter zat en 45° voorover helde. De C10 was duidelijk een spaarmodel, dat slechts 37 pond en 10 shilling kostte.

##### Uitrusting
Chroom ontbrak vrijwel geheel op de C10. Alleen de deegroluitlaat, die in vergelijking met de B20 Tourer iets omhoog stak, was verchroomd, net als de tankdoppen, het stuur, de schakelhefboom en de bedieningsmanettes. De tank was groen gespoten en het frame was zwart. De machine had geen instrumentenpaneel en ook geen snelheidsmeter. De ampèremeter en de lichtschakelaar zaten op de koplamp. Het kastje voor het boordgereedschap zat rechts onder de tank, naast de accu. Dat was bij alle andere modellen de plaats van de olietank. 

##### Motor
De motor was een dwarsgeplaatste luchtgekoelde staande eencilinder zijklepper met een boring van 68 mm en een slag van 80 mm, waardoor de cilinderinhoud op 249,4 cc kwam. Ze had een dry-sump-smeersysteem maar - opmerkelijk - geen olietank. De smeerolie zat in een apart deel van de benzinetank, een tamelijk ouderwets principe. De brandstoftoevoer kwam van een Amal-carburateur. De kleppen zaten achter een zeskantig plaatje rechts naast de cilinder. Daar zat ook het distributiecarter waar de oliepomp en de dynamo werden aangedreven. De hele (6 volt) elektrische installatie kwam van Lucas Industries. 

##### Transmissie
Links op de krukas zat een transmissiedemper en de primaire ketting die in een oliebad in de volledig gesloten kettingkast liep. Daarachter de koppeling en de handgeschakelde drieversnellingsbak waar ook de kickstarter op zat. De secundaire aandrijving gebeurden met een tweede ketting onder een open kettingschermpje. 

##### Rijwielgedeelte
De C10 had een open brugframe waarin de motor een dragend deel was. De voorvering werd verzorgd door een parallellogramvork van het Girder-type met een enkele centrale veer, maar uit eigen BSA-productie. Rechts op de vork zat een frictie-schokdemper. Achtervering was er niet. Voor en achter zaten trommelremmen. 

#### BSA C10 De Luxe en BSA C10 Standard
In 1939 kwam er een tweede model, de BSA C10 De Luxe. Deze machine kreeg voetschakeling. Om het onderscheid te maken werd de oorspronkelijke handgeschakelde C10 nu C10 Standard gedoopt. 

#### BSA C10 (1940-1941)
In 1940 was het handgeschakelde model verdwenen en de voetgeschakelde machine heette nu weer gewoon BSA C10. De productie stopte in 1941 toen BSA zich behalve op de productie van wapens en munitie vooral ging richten op de 500cc-BSA W-M20.

#### BSA C10 (1945-1953)
In 1945 kwam de C10 terug op de markt. Ze had nu een normale tank waar alleen benzine in zat. De olie zat in een eigen tankje onder het zadel. De snelheidsmeter zat op de benzinetank. In 1946 kreeg de C10 een telescoopvork en de uitlaat zat nu horizontaal. In 1949 kreeg de dynamo meer vermogen en in 1950 kreeg de C10 een aluminium cilinderkop. De machine kon op verzoek worden geleverd met plunjervering. De Plunjerframes konden worden geleverd met een vierversnellingsbak.

#### BSA C10 L (1954-1957)
In 1953 werd de C10 omgedoopt tot C10 L. Ze kreeg een snelheidsmeter op het stuur en een wisselstroomdynamo. De stroomverdeler kwam op het rechter uiteinde van de krukas, waardoor het "paddenstoeltje" verdween. De machine kreeg ook een nieuw frame en de telescoopvork van de BSA Bantam. Voor de plunjerframes kwam een buddyseat beschikbaar. In 1957 werd de C10 L voor het laatst geproduceerd.

## BSA C-serie kopkleppers

### BSA C11
De BSA C11 werd in verschillende uitvoeringen geproduceerd van 1939 tot 1956.

#### BSA C11 (1939-1941)
De BSA C11 kwam in 1939 op de markt. Ze was - op de motor na - identiek aan de C10 De Luxe met voetschakeling. In 1941 werd de productie onderbroken door de Tweede Wereldoorlog.

##### Uitrusting
Chroom ontbrak vrijwel geheel op de C11. Alleen de deegroluitlaat, die net als bij de C10 iets omhoog stak, was verchroomd, net als de tankdoppen, het stuur en de bedieningsmanettes. De tank was groen gespoten en het frame was zwart. De machine had geen instrumentenpaneel en ook geen snelheidsmeter. De ampèremeter en de lichtschakelaar zaten op de koplamp. Het kastje voor het boordgereedschap zat rechts onder de tank, naast de accu. Dat was bij alle andere modellen de plaats van de olietank. 

##### Motor
De motor was een dwarsgeplaatste luchtgekoelde staande eencilinder kopklepper met een boring van 68 mm en een slag van 80 mm, waardoor de cilinderinhoud op 249,4 cc kwam. De stoterstangen waren afgedekt in een tunnel die in de cilinder was gegoten. Ze had een dry-sump-smeersysteem maar - opmerkelijk - geen olietank. De smeerolie zat in een apart deel van de benzinetank, een tamelijk ouderwets principe. De brandstoftoevoer kwam van een Amal-carburateur. De kleppen zaten achter een zeskantig plaatje rechts naast de cilinder. Daar zat ook het distributiecarter waar de oliepomp en de dynamo werden aangedreven. De hele (6 volt) elektrische installatie kwam van Lucas Industries. 

##### Transmissie
Links op de krukas zat een transmissiedemper en de primaire ketting die in een oliebad in de volledig gesloten kettingkast liep. Daarachter de koppeling en de handgeschakelde drieversnellingsbak waar ook de kickstarter op zat. De secundaire aandrijving gebeurden met een tweede ketting onder een open kettingschermpje. 

##### Rijwielgedeelte
De C11 had een open brugframe waarin de motor een dragend deel was. De voorvering werd verzorgd door een parallellogramvork van het Girder-type met een enkele centrale veer, maar uit eigen BSA-productie. Rechts op de vork zat een frictie-schokdemper. Achtervering was er niet. Voor en achter zaten trommelremmen. 

#### BSA W-C11 (1940)
In 1940 bestelde de ambassade van India 530 BSA C11's. Deze machines werden W-C11 genoemd en kregen enkele wijzigingen ten opzichte van de normale C11. Zo werd een aparte Vokes-luchtfilterkast op de tank geplaatst en werd de accu-bobine-ontsteking vervangen door de ouderwetse magdyno. 

#### BSA C11 (1945-1953)
In 1945 kwam de C11 terug op de markt. Ze had nu een normale tank waar alleen benzine in zat. De olie zat in een eigen tankje onder het zadel. De snelheidsmeter zat op de benzinetank. In 1946 kreeg de C11 een telescoopvork en de uitlaat zat nu horizontaal. In 1949 kreeg de dynamo meer vermogen en in 1950 kreeg cilinderkop grotere koelribben. De machine kon op verzoek worden geleverd met plunjervering. Vanaf 1950 was voor de plunjerframes een buddyseat leverbaar.

#### BSA C11G (1954-1956)
In 1953 werd de C11 omgedoopt tot C11G. Ze kreeg een snelheidsmeter op het stuur en een wisselstroomdynamo. De stroomverdeler kwam op het rechter uiteinde van de krukas, waardoor het "paddenstoeltje" verdween. De machine kreeg ook een nieuw frame en de telescoopvork van de BSA Bantam. Voor de plunjerframes kwam een buddyseat beschikbaar. In 1956 werd de C11G voor het laatst geproduceerd.

### BSA C12 (1956-1959)
In 1956 volgde de BSA C12 de C11G op. De motor werd overigens gewoon overgenomen. Het belangrijkste verschil was de toepassing van een swingarm-achterbrug met twee veer/demperelementen. Verder kreeg de machine een nieuwe vierversnellingsbak die eerder al op de C10 L was toegepast.

### BSA C15
De BSA C15 werd in een groot aantal uitvoeringen geproduceerd van 1958 tot 1968.

#### BSA C15 Star (1959-1967)
Met de komst van de BSA C15 Star in 1958 kwam er feitelijk een geheel vernieuwde motorfiets. De motor was helemaal nieuw, met een boring van 67 mm en een slag van 70 mm en een unit construction-blok, waarbij de versnellingsbak deel uitmaakte van het motorblok. Om het blok strak te houden (zonder de uitstulping rechts voor de stroomverdeler), zat daar nu nog wel de onderbreker, maar de stroomverdeler vormde weer een paddenstoeltje, rechts achter de cilinder. De stoterstangen zaten nu in een buis naast de cilinder, waardoor het leek alsof de motor een bovenliggende nokkenas met koningsas had. De cilinder was van gietijzer, maar de cilinderkop van aluminium en de carburateur kreeg een luchtfilter. De machine kreeg een 6 volt-wisselstroomdynamo en leverde 15 pk bij 5.000 tpm. De topsnelheid van 112 km/uur was een flinke verbetering ten opzichte van de C12 (100 km /uur). Ook het frame was nieuw. Het was nu een semi-dubbel wiegframe met een enkele buis vanaf het balhoofd die zich onder het motorblok in tweeën splitste. De C15 Star kreeg ook een middenbok. De C15 Star werd al in zijn eerste jaar een groot succes en bleef tot 1967 in productie.

#### BSA C15 S Scrambler (1959)
In 1959 verscheen de C15 S Scrambler, geen scrambler, maar een crossmotor met een groter 20 inch voorwiel en een 18inch-achterwiel. Ook de wielbasis was enkele millimeters groter dan die van de C15 Star. Vanwege het terreingebruik had de machine een versnellingsbak met een aangepaste gearing. De machine had een swept back-uitlaat en tank was blauw met verchroomde flanken. 

#### BSA C15 T Trials (1959-1960)
De C15 T Trials verscheen ook in 1959. Hij had dezelfde wielen en wielbasis als de Scrambler, maar een nog korter gegearde versnellingsbak. Ondanks de naam "Trials" was het geen trialmotor, maar eigenlijk wat tegenwoordig een enduromotor wordt genoemd. In advertenties stond dan ook "Ideal for trials, woods runs, enduros and cross-country". 

#### BSA C15 S Starfire Scrambler (1960-1965)
In 1960 verscheen de C15 S Starfire Scrambler als eerste van de Starfire-modellen. Het meest opvallend was de kleurstelling, met een blauwe tank met vercrhoomde flanken en het BSA-logo in een gouden ster. De spatborden waren smal en ook verchroomd. De machine had een aluminium cilinderkop en een hoge compressieverhouding van 10:1, een megafoonuitlaat, een big-end-kogellager en sport-nokkenassen. De voetsteunen waren opklapbaar. Het voorwiel mat 19 inch, het achterwiel 18 inch. 

#### BSA C15 SR Starfire Roadster (1961-1965)
De C15 SR Starfire Roadster volgde in 1961. Het was een straatmodel, rechtstreeks afgeleid van de Scrambler. Het kon ook snel worden omgebouwd tot scrambler door een wat lager stuur en terreinbanden te monteren. 

#### BSA C15 T Starfire Trials (1961-1962)
De BSA C15 T Starfire Trials kwam in 1961 op de markt in dezelfde kleurstelling als de overige Starfires, maar met een tammere motor met een lagere (8:1) compressieverhouding, vooral toegespitst op een groot koppel bij lage toerentallen. 

#### BSA C15 T Starfire Trials-Cat (1963-1965)
In 1963 kregen alle Starfire-modellen een volledig verchroomde tank en een vernieuwd frame met nu achter het blok twee buizen in plaats van een. De naam van de Trials veranderde in C15 T Starfire Trials-Cat. Een opgeboorde versie van deze machine werd door motorcrosser Jeff Smith ingezet en leidde tot de ontwikkeling van de 441cc-BSA Victor-crossmotor.

#### BSA C15 SS80 Sports Star (1961-1965)
De BSA C15 SS80 Sports Star kwam in 1961 op de markt en verschilde uiterlijk niet veel van de sobere C15 Star. Ze had dezelfde diepe spatborden en eenvoudige kleurstelling, maar de motor had race-nokkenassen en een hogere compressieverhouding van 8,75:1. In de latere jaren kreeg ze de smalle, verchroomde spatborden en de kleurstelling van de Starfire-modellen (blauw/chroom). 

#### BSA C15 Star America (1963-1965)
De BSA C15 Star America had - ondanks dat ze pas in 1963 op de markt kwam - slechts een enkele kleur zonder veel chroom en zoals bijna alle machines voor de Amerikaanse markt een wat hoger stuur dan de C15. 

#### BSA C15 FT Trials Pastoral (1963-1965)
De BSA C15 FT Trials Pastoral was afgeleid van de C15 T Starfire Trials en had ook het sterkere frame met een dubbele buis aan de achterkant van het motorblok. Hij was dan ook bedoeld als "werkpaard" op de uitgestrekte schapenboerderijen in Australië en de ranches in de Verenigde Staten. In beide gevallen moest hij het paard letterlijk vervangen en daarom had hij ook maar een klein eenpersoons zadel zodat er ruimte bleef voor een fors bagagerek achterop. Boerenknechten konden op die manier niet alleen gereedschap meenemen om kilometers prikkeldraad te inspecteren en te repareren, maar konden eventueel zelfs een ziek schaap achterop meenemen. 

#### BSA C15 P Police (1963-1967)
De BSA C15 P Police werd van 1963 tot 1967 geleverd aan diverse politiekorpsen. Ze onderscheidde zich van de B15 Star door een forse Avon-toer-tophalf en beenschilden. 

#### BSA C15 G (1966-1967)
De BSA C15 G verscheen in 1966 en had in vergelijking met de C15 Star een wat frivoler kleurstelling: lichtblauw met verchroomde tankflanken. Het was het laatste model met een kogellager rechts op de krukas. Ze had een verstevigd carter, een grotere oliepomp en naaldlagers in de versnellingsbak. 

#### BSA C15 Sportsman (1966-1967)
De C15 Sportsman was de opvolger van de C15 SS80 Sports Star. Ze had weer de "Starfire"-kleurstelling, de opgevoerde motor en een moderner gelijnde buddyseat. 

#### BSA C15 Starfire (1967-1968)
De BSA C15 Starfire verscheen in 1967 en was opnieuw moderner ontworpen, grotendeels lichtblauw of oranje met witte accenten op de tank, een meer "custom"-achtige voorvork met een grotere balhoofdhoek en een hoog stuur. Het was het toeristische zustermodel van de B25S Starfire.

## Technische gegevens (1)
| BSA                    | C10                                          | C11                                          | C10 De Luxe                                  | C10 Standard                                 | W-C11                                        | C10                                          | C10                                          | C11                                          | C10 L                                        |
| ---------------------- | -------------------------------------------- | -------------------------------------------- | -------------------------------------------- | -------------------------------------------- | -------------------------------------------- | -------------------------------------------- | -------------------------------------------- | -------------------------------------------- | -------------------------------------------- |
| Periode                | 1938                                         | 1939-1941                                    | 1939                                         | 1939                                         | 1940                                         | 1940-1941                                    | 1945-1953                                    | 1945-1953                                    | 1953-1957                                    |
| Categorie              | Toer                                         | Toer                                         | Toer                                         | Toer                                         | Militair                                     | Toer                                         | Toer                                         | Toer                                         | Toer                                         |
| Motortype              | SV                                           | OHV                                          | SV                                           | SV                                           | OHV                                          | SV                                           | SV                                           | OHV                                          | SV                                           |
| Bouwwijze              | Pre unit-dwarsgeplaatste staande eencilinder | Pre unit-dwarsgeplaatste staande eencilinder | Pre unit-dwarsgeplaatste staande eencilinder | Pre unit-dwarsgeplaatste staande eencilinder | Pre unit-dwarsgeplaatste staande eencilinder | Pre unit-dwarsgeplaatste staande eencilinder | Pre unit-dwarsgeplaatste staande eencilinder | Pre unit-dwarsgeplaatste staande eencilinder | Pre unit-dwarsgeplaatste staande eencilinder |
| Koeling                | Lucht                                        | Lucht                                        | Lucht                                        | Lucht                                        | Lucht                                        | Lucht                                        | Lucht                                        | Lucht                                        | Lucht                                        |
| Boring                 | 63 mm                                        | 63 mm                                        | 63 mm                                        | 63 mm                                        | 63 mm                                        | 63 mm                                        | 63 mm                                        | 63 mm                                        | 63 mm                                        |
| Slag                   | 80 mm                                        | 80 mm                                        | 80 mm                                        | 80 mm                                        | 80 mm                                        | 80 mm                                        | 80 mm                                        | 80 mm                                        | 80 mm                                        |
| Cilinderinhoud         | 249,4 cc                                     | 249,4 cc                                     | 249,4 cc                                     | 249,4 cc                                     | 249,4 cc                                     | 249,4 cc                                     | 249,4 cc                                     | 249,4 cc                                     | 249,4 cc                                     |
| Carburateur(s)         | Amal                                         | Amal                                         | Amal                                         | Amal                                         | Amal                                         | Amal                                         | Amal                                         | Amal                                         | Amal                                         |
| Smeersysteem           | Dry-sump                                     | Dry-sump                                     | Dry-sump                                     | Dry-sump                                     | Dry-sump                                     | Dry-sump                                     | Dry-sump                                     | Dry-sump                                     | Dry-sump                                     |
| Max. Vermogen          | ca. 8 pk                                     | ca. 12 pk                                    | ca. 8 pk                                     | ca. 8 pk                                     | ca. 12 pk                                    | ca. 8 pk                                     | ca. 8 pk                                     | ca. 12 pk                                    | ca. 8 pk                                     |
| Topsnelheid            | 90 km/uur                                    | Onbekend                                     | 90 km/uur                                    | 90 km/uur                                    | Onbekend                                     | 90 km/uur                                    | 90 km/uur                                    | Onbekend                                     | 90 km/uur                                    |
| Primaire aandrijving   | Ketting                                      | Ketting                                      | Ketting                                      | Ketting                                      | Ketting                                      | Ketting                                      | Ketting                                      | Ketting                                      | Ketting                                      |
| Koppeling              | Meervoudige droge plaat                      | Meervoudige droge plaat                      | Meervoudige droge plaat                      | Meervoudige droge plaat                      | Meervoudige droge plaat                      | Meervoudige droge plaat                      | Meervoudige droge plaat                      | Meervoudige droge plaat                      | Meervoudige droge plaat                      |
| Versnellingen          | 3                                            | 4                                            | 3                                            | 3                                            | 4                                            | 3 vanaf 1950:3 of 4                          | 3 vanaf 1950:3 of 4                          | 4                                            | 4                                            |
| Secundaire aandrijving | Ketting                                      | Ketting                                      | Ketting                                      | Ketting                                      | Ketting                                      | Ketting                                      | Ketting                                      | Ketting                                      | Ketting                                      |
| Rijwielgedeelte        | Open brugframe                               | Open brugframe                               | Open brugframe                               | Open brugframe                               | Open brugframe                               | Open brugframe                               | Open brugframe                               | Open brugframe                               | Open brugframe                               |
| Voorvork               | Girder-type BSA                              | Girder-type BSA                              | Girder-type BSA                              | Girder-type BSA                              | Girder-type BSA                              | Girder-type BSA                              | Girder-type BSA vanaf 1946: telescoopvork    | Girder-type BSA vanaf 1946: telescoopvork    | Telescoopvork                                |
| Achtervork             | Star                                         | Star                                         | Star                                         | Star                                         | Star                                         | Star                                         | Star, vanaf 1950: plunjervering mogelijk     | Star, vanaf 1950: plunjervering mogelijk     | Plunjervering                                |
| Remmen                 | Trommelremmen                                | Trommelremmen                                | Trommelremmen                                | Trommelremmen                                | Trommelremmen                                | Trommelremmen                                | Trommelremmen                                | Trommelremmen                                | Trommelremmen                                |
| Droog gewicht          | Ca. 113 kg                                   | Ca. 113 kg                                   | Ca. 113 kg                                   | Ca. 113 kg                                   | Ca. 113 kg                                   | Ca. 113 kg                                   | Ca. 113 kg                                   | Ca. 113 kg                                   | Ca. 113 kg                                   |

## Technische gegevens (2)
| BSA                    | C11 G                                        | C12                                          | C15 S Scrambler                                       | C15 T Trials                                          | C15 Star                                              | C15 S Starfire Scrambler                              | C15 SR Starfire Roadster                              | C15 SS80 Sports Star                                  | C15 T Starfire Trials                                 |
| ---------------------- | -------------------------------------------- | -------------------------------------------- | ----------------------------------------------------- | ----------------------------------------------------- | ----------------------------------------------------- | ----------------------------------------------------- | ----------------------------------------------------- | ----------------------------------------------------- | ----------------------------------------------------- |
| Periode                | 1954-1956                                    | 1956-1959                                    | 1959                                                  | 1959-1960                                             | 1959-1967                                             | 1960-1965                                             | 1961-1965                                             | 1961-1965                                             | 1961-1962                                             |
| Categorie              | Toer                                         | Toer                                         | Cross                                                 | Enduro                                                | Toer                                                  | Cross                                                 | Toer                                                  | Sport                                                 | Enduro                                                |
| Motortype              | Pre unit dwarsgeplaatste staande eencilinder | Pre unit dwarsgeplaatste staande eencilinder | Unit construction dwarsgeplaatste staande eencilinder | Unit construction dwarsgeplaatste staande eencilinder | Unit construction dwarsgeplaatste staande eencilinder | Unit construction dwarsgeplaatste staande eencilinder | Unit construction dwarsgeplaatste staande eencilinder | Unit construction dwarsgeplaatste staande eencilinder | Unit construction dwarsgeplaatste staande eencilinder |
| Bouwwijze              | OHV                                          | OHV                                          | OHV                                                   | OHV                                                   | OHV                                                   | OHV                                                   | OHV                                                   | OHV                                                   | OHV                                                   |
| Koeling                | Lucht                                        | Lucht                                        | Lucht                                                 | Lucht                                                 | Lucht                                                 | Lucht                                                 | Lucht                                                 | Lucht                                                 | Lucht                                                 |
| Boring                 | 63 mm                                        | 63 mm                                        | 67 mm                                                 | 67 mm                                                 | 67 mm                                                 | 67 mm                                                 | 67 mm                                                 | 67 mm                                                 | 67 mm                                                 |
| Slag                   | 80 mm                                        | 80 mm                                        | 70 mm                                                 | 70 mm                                                 | 70 mm                                                 | 70 mm                                                 | 70 mm                                                 | 70 mm                                                 | 70 mm                                                 |
| Cilinderinhoud         | 249,4 cc                                     | 249,4 cc                                     | 246,8 cc                                              | 246,8 cc                                              | 246,8 cc                                              | 246,8 cc                                              | 246,8 cc                                              | 246,8 cc                                              | 246,8 cc                                              |
| Carburateur(s)         | Amal                                         | Amal                                         | Amal 375 Monobloc                                     | Amal 375 Monobloc                                     | Amal 375 Monobloc                                     | Amal 375 Monobloc                                     | Amal 375 Monobloc                                     | Amal 375 Monobloc                                     | Amal 375 Monobloc                                     |
| Smeersysteem           | Dry-sump                                     | Dry-sump                                     | Dry-sump                                              | Dry-sump                                              | Dry-sump                                              | Dry-sump                                              | Dry-sump                                              | Dry-sump                                              | Dry-sump                                              |
| Compressieverhouding   | Onbekend                                     | Onbekend                                     | 9,5:1                                                 | 8:1                                                   | 8:1                                                   | 9,5:1                                                 | 10:1                                                  | 8,75:1                                                | 8:1                                                   |
| Max. Vermogen          | Ca. 12 pk                                    | Ca. 12 pk                                    | 15 pk bij 5.000 tpm                                   | 15 pk bij 5.000 tpm                                   | 15 pk bij 5.000 tpm                                   | 15 pk bij 5.000 tpm                                   | 15 pk bij 5.000 tpm                                   | 20 pk                                                 | 20 pk                                                 |
| Topsnelheid            | Onbekend                                     | Ca. 100 km/uur                               | Onbekend                                              | Onbekend                                              | 112 km/uur                                            | Onbekend                                              | 112 km/uur                                            | Onbekend                                              | Onbekend                                              |
| Primaire aandrijving   | Ketting                                      | Ketting                                      | Ketting                                               | Ketting                                               | Ketting                                               | Ketting                                               | Ketting                                               | Ketting                                               | Ketting                                               |
| Koppeling              | Meervoudige droge plaat                      | Meervoudige droge plaat                      | Meervoudige droge plaat                               | Meervoudige droge plaat                               | Meervoudige droge plaat                               | Meervoudige droge plaat                               | Meervoudige droge plaat                               | Meervoudige droge plaat                               | Meervoudige droge plaat                               |
| Versnellingen          | 4                                            | 4                                            | 4                                                     | 4                                                     | 4                                                     | 4                                                     | 4                                                     | 4                                                     | 4                                                     |
| Secundaire aandrijving | Ketting                                      | Ketting                                      | Ketting                                               | Ketting                                               | Ketting                                               | Ketting                                               | Ketting                                               | Ketting                                               | Ketting                                               |
| Rijwielgedeelte        | Open brugframe                               | Open brugframe                               | Semi-dubbel wiegframe                                 | Semi-dubbel wiegframe                                 | Semi-dubbel wiegframe                                 | Semi-dubbel wiegframe                                 | Semi-dubbel wiegframe                                 | Semi-dubbel wiegframe                                 | Semi-dubbel wiegframe                                 |
| Voorvork               | Telescoopvork                                | Telescoopvork                                | Telescoopvork                                         | Telescoopvork                                         | Telescoopvork                                         | Telescoopvork                                         | Telescoopvork                                         | Telescoopvork                                         | Telescoopvork                                         |
| Achtervork             | Plunjervering                                | Swingarm                                     | Swingarm                                              | Swingarm                                              | Swingarm                                              | Swingarm                                              | Swingarm                                              | Swingarm                                              | Swingarm                                              |
| Remmen                 | Trommelremmen                                | Trommelremmen                                | Trommelremmen                                         | Trommelremmen                                         | Trommelremmen                                         | Trommelremmen                                         | Trommelremmen                                         | Trommelremmen                                         | Trommelremmen                                         |
| Tankinhoud             | Onbekend                                     | Onbekend                                     | 9,4 liter                                             | 9,4 liter                                             | 11,5 liter                                            | 13,6 liter                                            | 13,6 liter                                            | 11,3 liter                                            | 13,6 liter                                            |
| Droog gewicht          | Onbekend                                     | Onbekend                                     | 120 kg                                                | 120 kg                                                | 127 kg                                                | 120 kg                                                | 127 kg                                                | Onbekend                                              | 120 kg                                                |

## Technische gegevens (3)
| BSA                    | C15 Star America                                      | C15 FT Trials Pastoral                                | C15 T Starfire Trials-Cat                             | C15 P Police                                          | C15 Sportsman                                         | C15 G                                                 | C15 Starfire                                          | C25 Barracuda                                         |
| ---------------------- | ----------------------------------------------------- | ----------------------------------------------------- | ----------------------------------------------------- | ----------------------------------------------------- | ----------------------------------------------------- | ----------------------------------------------------- | ----------------------------------------------------- | ----------------------------------------------------- |
| Periode                | 1963-1965                                             | 1963-1965                                             | 1963-1965                                             | 1963-1967                                             | 1966-1967                                             | 1966-1967                                             | 1967-1968                                             | 1967-1970                                             |
| Categorie              | Toer                                                  | Farm bike                                             | Enduro                                                | Politie                                               | Sport                                                 | Toer                                                  | Toer                                                  | Sport                                                 |
| Motortype              | OHV                                                   | OHV                                                   | OHV                                                   | OHV                                                   | OHV                                                   | OHV                                                   | OHV                                                   | OHV                                                   |
| Bouwwijze              | Unit construction-dwarsgeplaatste staande eencilinder | Unit construction-dwarsgeplaatste staande eencilinder | Unit construction-dwarsgeplaatste staande eencilinder | Unit construction-dwarsgeplaatste staande eencilinder | Unit construction-dwarsgeplaatste staande eencilinder | Unit construction-dwarsgeplaatste staande eencilinder | Unit construction-dwarsgeplaatste staande eencilinder | Unit construction-dwarsgeplaatste staande eencilinder |
| Koeling                | Lucht                                                 | Lucht                                                 | Lucht                                                 | Lucht                                                 | Lucht                                                 | Lucht                                                 | Lucht                                                 | Lucht                                                 |
| Boring                 | 67 mm                                                 | 67 mm                                                 | 67 mm                                                 | 67 mm                                                 | 67 mm                                                 | 67 mm                                                 | 67 mm                                                 | 67 mm                                                 |
| Slag                   | 70 mm                                                 | 70 mm                                                 | 70 mm                                                 | 70 mm                                                 | 70 mm                                                 | 70 mm                                                 | 70 mm                                                 | 70 mm                                                 |
| Cilinderinhoud         | 246,8 cc                                              | 246,8 cc                                              | 246,8 cc                                              | 246,8 cc                                              | 246,8 cc                                              | 246,8 cc                                              | 246,8 cc                                              | 246,8 cc                                              |
| Carburateur(s)         | Amal 375 Monobloc                                     | Amal 375 Monobloc                                     | Amal 375 Monobloc                                     | Amal 375 Monobloc                                     | Amal 375 Monobloc                                     | Amal 375 Monobloc                                     | Amal Concentric                                       | Amal Concentric                                       |
| Smeersysteem           | Dry-sump                                              | Dry-sump                                              | Dry-sump                                              | Dry-sump                                              | Dry-sump                                              | Dry-sump                                              | Dry-sump                                              | Dry-sump                                              |
| Compressieverhouding   | Onbekend                                              | Onbekend                                              | 10:1                                                  | Onbekend                                              | 10:1                                                  | Onbekend                                              | 10:1                                                  | 10:1                                                  |
| Max. Vermogen          | Onbekend                                              | Onbekend                                              | 20 pk bij 8.250 tpm                                   | Onbekend                                              | 20 pk bij 8.250 tpm                                   | 20 pk bij 8.250 tpm                                   | 26 pk bij 7.250 tpm                                   | 26 pk bij 7.250 tpm                                   |
| Topsnelheid            | 112 km/uur                                            | Onbekend                                              | Onbekend                                              | 112 km/uur                                            | 112 km/uur                                            | 112 km/uur                                            | 128 km/uur                                            | 128 km/uur                                            |
| Primaire aandrijving   | Ketting                                               | Ketting                                               | Ketting                                               | Ketting                                               | Ketting                                               | Ketting                                               | Ketting                                               | Ketting                                               |
| Koppeling              | Meervoudige droge plaat                               | Meervoudige droge plaat                               | Meervoudige droge plaat                               | Meervoudige droge plaat                               | Meervoudige droge plaat                               | Meervoudige droge plaat                               | Meervoudige droge plaat                               | Meervoudige droge plaat                               |
| Versnellingen          | 4                                                     | 4                                                     | 4                                                     | 4                                                     | 4                                                     | 4                                                     | 4                                                     | 4                                                     |
| Secundaire aandrijving | Ketting                                               | Ketting                                               | Ketting                                               | Ketting                                               | Ketting                                               | Ketting                                               | Ketting                                               | Ketting                                               |
| Rijwielgedeelte        | Semi-dubbel wiegframe                                 | Semi-dubbel wiegframe                                 | Semi-dubbel wiegframe                                 | Semi-dubbel wiegframe                                 | Semi-dubbel wiegframe                                 | Semi-dubbel wiegframe                                 | Semi-dubbel wiegframe                                 | Semi-dubbel wiegframe                                 |
| Voorvork               | Telescoopvork                                         | Telescoopvork                                         | Telescoopvork                                         | Telescoopvork                                         | Telescoopvork                                         | Telescoopvork                                         | Telescoopvork                                         | Telescoopvork                                         |
| Achtervork             | Swingarm                                              | Swingarm                                              | Swingarm                                              | Swingarm                                              | Swingarm                                              | Swingarm                                              | Swingarm                                              | Swingarm                                              |
| Remmen                 | Trommelremmen                                         | Trommelremmen                                         | Trommelremmen                                         | Trommelremmen                                         | Trommelremmen                                         | Trommelremmen                                         | Trommelremmen                                         | Trommelremmen                                         |
| Tankinhoud             | Onbekend                                              | Onbekend                                              | Onbekend                                              | Onbekend                                              | Onbekend                                              | Onbekend                                              | Onbekend                                              | 8 liter                                               |
| Droog gewicht          | Onbekend                                              | Onbekend                                              | Onbekend                                              | Onbekend                                              | Onbekend                                              | Onbekend                                              | Onbekend                                              | Ca. 135 kg                                            |